# Mamisan
Mamisan (en francès Mimizan) és un municipi francès situat al departament de les Landes i a la regió de la Nova Aquitània. És considerada la principal població del parçan (comarca occitana) de Bòrn

## Demografia
| 1962                                       | 1968  | 1975  | 1982  | 1990  | 1999  | 2007  |
| ------------------------------------------ | ----- | ----- | ----- | ----- | ----- | ----- |
| 4.830                                      | 6.502 | 7.511 | 7.409 | 6.710 | 6.862 | 6.806 |
| Des de 1962: població sense dobles comptes |       |       |       |       |       |       |

## Administració
| Període   | Identitat          | Partit        |
| --------- | ------------------ | ------------- |
| 1983-1989 | Robert Barsac      | RPR           |
| 1989-2008 | Jean Bourden       | PS            |
| 2008-     | Christian Plantier | Divers droite |

## Agermanaments
- Old Orchard Beach (Maine)